# 莱亚
莱亚是巴基斯坦的一座城市，位于旁遮普省莱亚县。该市亦为莱亚县和莱亚乡之首府。

## 地理
莱亚位于北纬30°45′至31°24′与东经70°44′至71°50′之间。地处由印度河与奇納布河相汇形成的半矩形沙地信德沙加多布。其所在的莱亚县总面积为6,291平方公里，东西宽88公里，南北纵72公里。北接巴卡尔县，南邻穆扎法尔格尔县，东部与章县接壤，西部与德利加兹汗县隔印度河相望。

### 气候
根据柯本气候分类法，莱亚属于沙漠气候。夏季漫长且干燥闷热，冬季短暂且凉爽，全年气温通常在7°至41°之间。

## 历史
克默尔汗于1550年建立莱亚，其为建立德拉加齊汗的加齐汗之后裔，亦为米勒尼王朝的创立者。大约在1610年，俾路支人控制了莱亚，一直持续到1787年。18世纪晚期，杜兰尼王朝君主帖木儿沙·杜兰尼向莱亚派驻行政长官。杜兰尼王朝衰落之后，莱亚处于锡克帝国统治之下，逐渐发展成为周边地区的行政中心。1849年第二次英国锡克战争结束之后，英国占领了这片地区，依然维持了莱亚行政中心的位置，但不久后被降级为乡的首府，隶属于德拉伊斯梅尔汗。1901年，莱亚被划分至缅瓦利县，不久后又划归穆扎法尔格尔县。1982年，政府建立莱亚县，莱亚成为新建县的首府。

## 图集

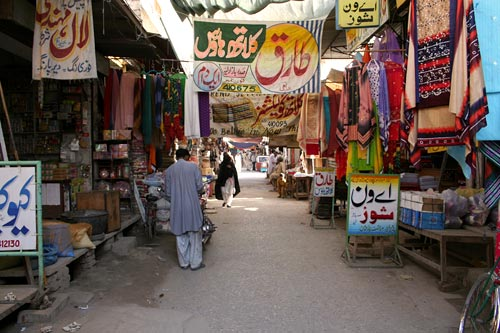
莱亚的集市